# Scaptochirus moschatus
Genre
Espèce
Statut de conservation UICN

 LC  : Préoccupation mineure
Scaptochirus moschatus est une espèce de Mammifères de la famille des Talpidés (Talpidae) et la seule du genre monotypique Scaptochirus. Il s'agit d'une taupe asiatique, endémique de Chine.

## Habitat et répartition

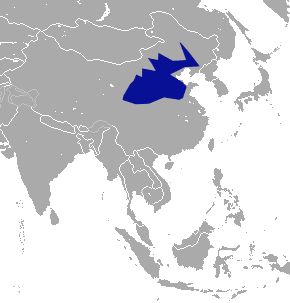
Carte de répartition en Asie.

Scaptochirus moschatus est un animal terrestre asiatique.
Cette taupe est endémique de Chine où elle est présente dans de nouvelles régions.

## Classification
Cette espèce et le genre associé ont été décrits pour la première fois en 1867 par le zoologiste français Alphonse Milne-Edwards (1835-1900). 
Classification plus détaillée selon le Système d'information taxonomique intégré (SITI ou ITIS en anglais) :
 Règne : Animalia ; sous-règne : Bilateria ; infra-règne : Deuterostomia ; Embranchement : Chordata ; Sous-embranchement : Vertebrata ; infra-embranchement : Gnathostomata ; super-classe : Tetrapoda ; Classe : Mammalia ; Sous-classe : Theria ; infra-classe : Eutheria ; ordre : Soricomorpha ; famille des Talpidae ; sous-famille des Talpinae ; tribu des Talpini ; genre Scaptochirus.
Traditionnellement, les espèces de la famille des Talpidae sont classées dans l'ordre des Insectivores (Insectivora), un regroupement qui est progressivement abandonné au XXIe siècle.